# Tufo
Il tufo (in latino: Tofus o Tophus) è una roccia ignea, in particolare è la più diffusa delle rocce piroclastiche.
Sebbene il nome "tufo" vada propriamente riservato a formazioni di origine vulcanica, esso viene utilizzato per indicare rocce diverse, accomunate dal fatto di essere leggere, di media durezza e facilmente lavorabili. In particolare in alcune regioni italiane prive di giacimenti tufacei vulcanici viene chiamato tufo il calcare poroso (es.: il tufo delle Puglie).

## Tufi vulcanici
I tufi - intesi come differenti varietà di tufo - risultano formati in maggior parte da lapilli di dimensioni comprese fra i 2 mm e i 30 mm, emessi durante un'eruzione vulcanica.
Col nome di tufiti vengono indicate quelle rocce costituite da materiale vulcanico detritico, eventualmente associato anche a conchiglie marine. La struttura dei tufi è detta cinerica o vitroclastica per l'aspetto della porzione vetrosa che appare finemente suddivisa e frammentaria. I lapilli di dimensioni minori riescono a imprigionare talvolta quelli di dimensione maggiore e tale solidificazione viene realizzata anche tramite l'azione dell'acqua. L'ambiente in cui questi lapilli si depositano può essere estremamente variabile e, insieme alla composizione della roccia, determina le caratteristiche di colore, struttura e tessitura dei tufi.

### Il tufo in Campania

#### Il tufo giallo napoletano
Il tufo giallo napoletano, per esempio, è prodotto dall'attività vulcanica dei Campi Flegrei e si è formato dalla cenere vulcanica di colore biancastro detta "pozzolana" (lapis puteolanus, da Pozzuoli), sedimentatasi nel mare e successivamente emersa a seguito di pressioni tettoniche, datate fra i 35 000 e i 10 500 anni fa (Secondo Periodo Flegreo). Per questa ragione il tufo giallo dei Campi Flegrei si trova sempre al di sotto degli strati di pozzolana e talora può contenere rari fossili conchigliferi. Il tufo giallo napoletano corrisponde ad un immenso edificio vulcanico, avente un cratere di 15 km di diametro (con epicentro corrispondente all'attuale città di Pozzuoli), i cui bordi residui si riconoscono nella collina di Posillipo, la collina dei Camaldoli, la dorsale settentrionale del cratere di Quarto, i monti di San Severino, l'acropoli di Cuma, e il rilievo di Monte di Procida. All'interno di questo cratere primordiale si sono inseriti successivamente tutti gli altri edifici vulcanici dei Campi Flegrei (corrispondenti al c.d. Terzo Periodo Flegreo), ad eccezione delle isole flegree di Procida, Vivara, e Ischia che si collocano al di fuori di esso. All'interno del cratere primordiale spicca ancora l'imponente massiccio in tufo giallo del Monte Gauro (320 m), situato tra Pozzuoli e il Monte Nuovo, ben visibile dalla tangenziale di Napoli che vi passa accanto.

#### Il tufo verde di Ischia
Sull'isola di Ischia, tipico e diffuso è il tufo verde, una pozzolana biancastra compattata prodotta dalle eruzioni dei crateri intorno al monte Epomeo avvenuta 55 000 anni fa, il cui sprofondamento nel mare e la sua successiva riemersione (tra 28 000 e 15 000 anni fa) gli ha conferito l'attuale caratteristico colore verde chiaro o verde-grigiastro.

#### Il tufo vesuviano di Ercolano

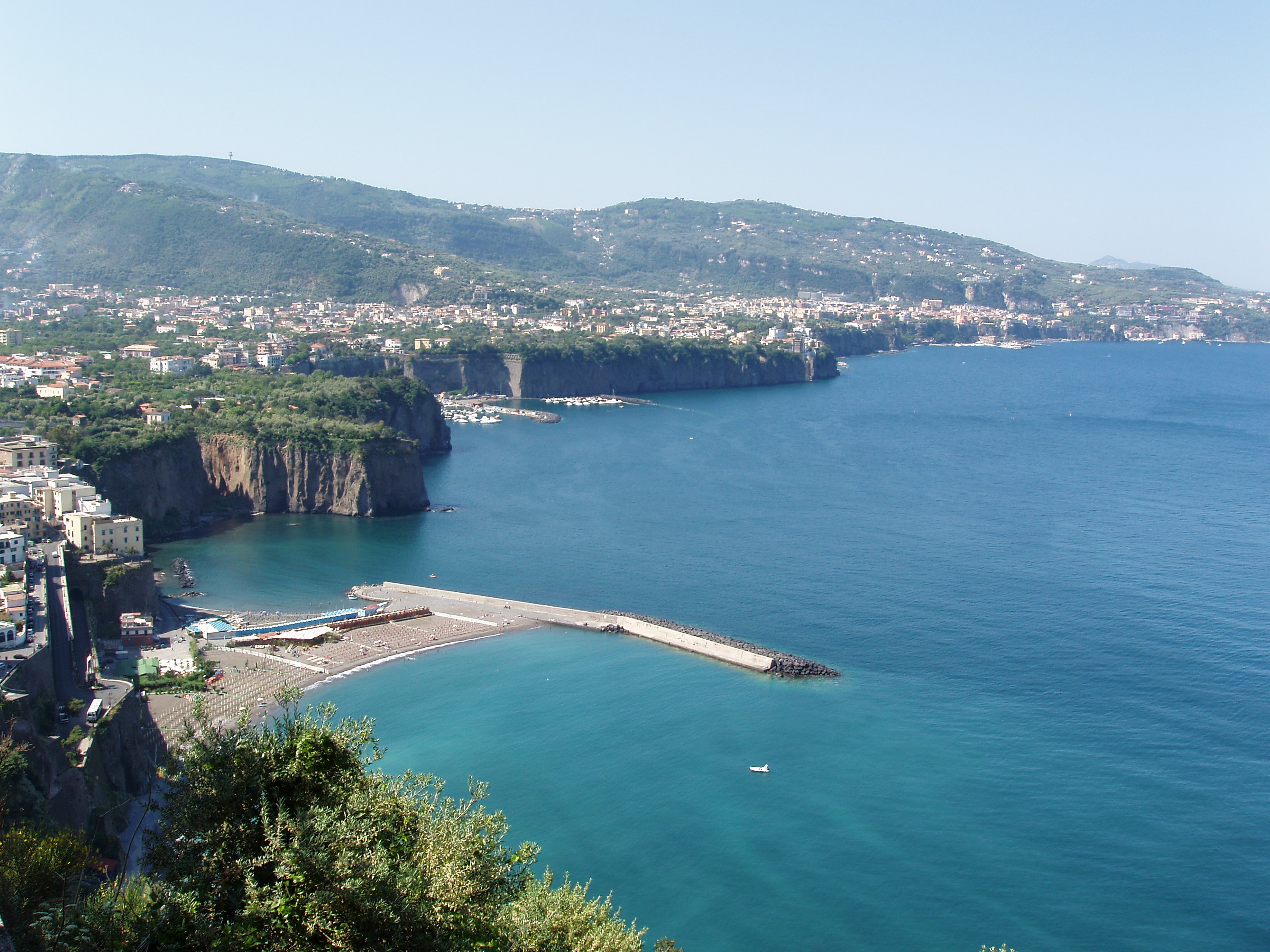
Vista della penisola sorrentina
con Sorrento sullo sfondo

Ai piedi del Vesuvio, nella zona che va da Ercolano fino a Torre Annunziata si ha un tufo brunastro che corrisponde alla colata di fango emersa dal vulcano durante l'eruzione del 79 d.C., che ha sommerso le città e gli insediamenti antichi delle pendici e della costa in quella zona; ad Ercolano essa raggiunge un'altezza variabile da 12 a 25 metri. A Torre Annunziata invece si possono osservare le sue ultime propaggini: agli scavi della villa di Poppea ad Oplonti infatti il fango solidificatosi in tufo raggiunge solo 5 m di spessore e copre lo strato di lapilli (alto 1,80 m); gli stessi lapilli che a poca distanza hanno completamente coperto sotto 6–8 m l'antica città di Pompei.

#### Il tufo sorrentino
Alla costiera sorrentina, tutta la zona compresa tra Meta e Sorrento corrisponde ad un esteso ed alto banco tufaceo di colore bruno-grigiastro, che cade a picco sul mare con una falesia alta dai 50 ai 100 m. Il banco tufaceo non ha nulla a che vedere con i circostanti rilievi calcarei dei Monti Lattari, le cui bianche rocce esso ricopre in profondità.
In effetti, l'altopiano corrisponde ad un antico "graben" ("fossa"), che in tempi geologici recenti si è andato colmando parzialmente con prodotti vulcanici provenienti dai Campi Flegrei e dal Somma-Vesuvio, e da altri apporti vulcanici ma di carattere alluvionale, provenienti dal dilavamento delle montagne circostanti. Si è formato circa 35 000 anni fa, in gran parte a seguito di un unico evento eruttivo, sotto forma di nube ignimbritica.

#### Il tufo di Teano-Roccamonfina
In Provincia di Caserta nella zona di Teano si rinviene un tufo di colore bruno o grigio o violaceo, derivato dai prodotti cineritici del vicino vulcano di Roccamonfina che si sono compattati nel corso dei millenni, divenendo appunto roccia tufacea. In direzione sud-est, questi banchi tufacei si rinvengono ai piedi dei Monti Trebulani di natura calcarea, dove naturalmente ricoprono le rocce calcaree che proseguono il loro andamento in profondità, e dove talora vengono estratti da piccole cave in piano a cielo aperto.

#### Il tufo grigio di Nocera
Il tufo grigio di Nocera si è formato in seguito alle eruzioni del periodo Archiflegreo (circa 33-35 000 anni fa). Sin dall'antichità ha rappresentato uno dei principali materiali da costruzione dell'Agro Nocerino Sarnese. Il principale punto di estrazione è rappresentato dalle tufare di Fiano, a nord della città di Nocera Inferiore, noto anche perché in esso è stato rinvenuto un minerale, che fu denominato Nocerite dal suo scopritore Arcangelo Scacchi.

### Il tufo nel Lazio

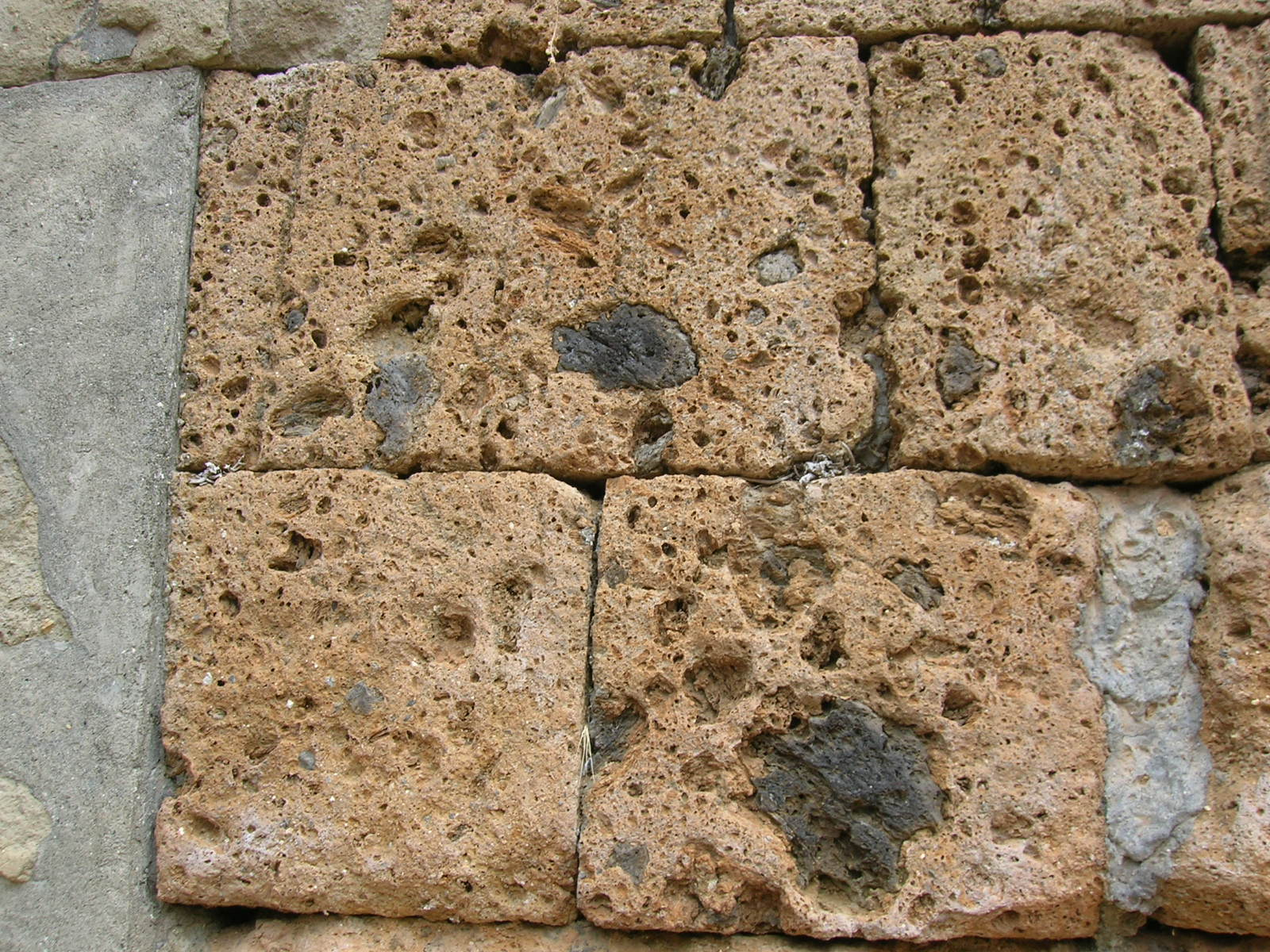
Tufo nella Necropoli della Banditaccia a Cerveteri

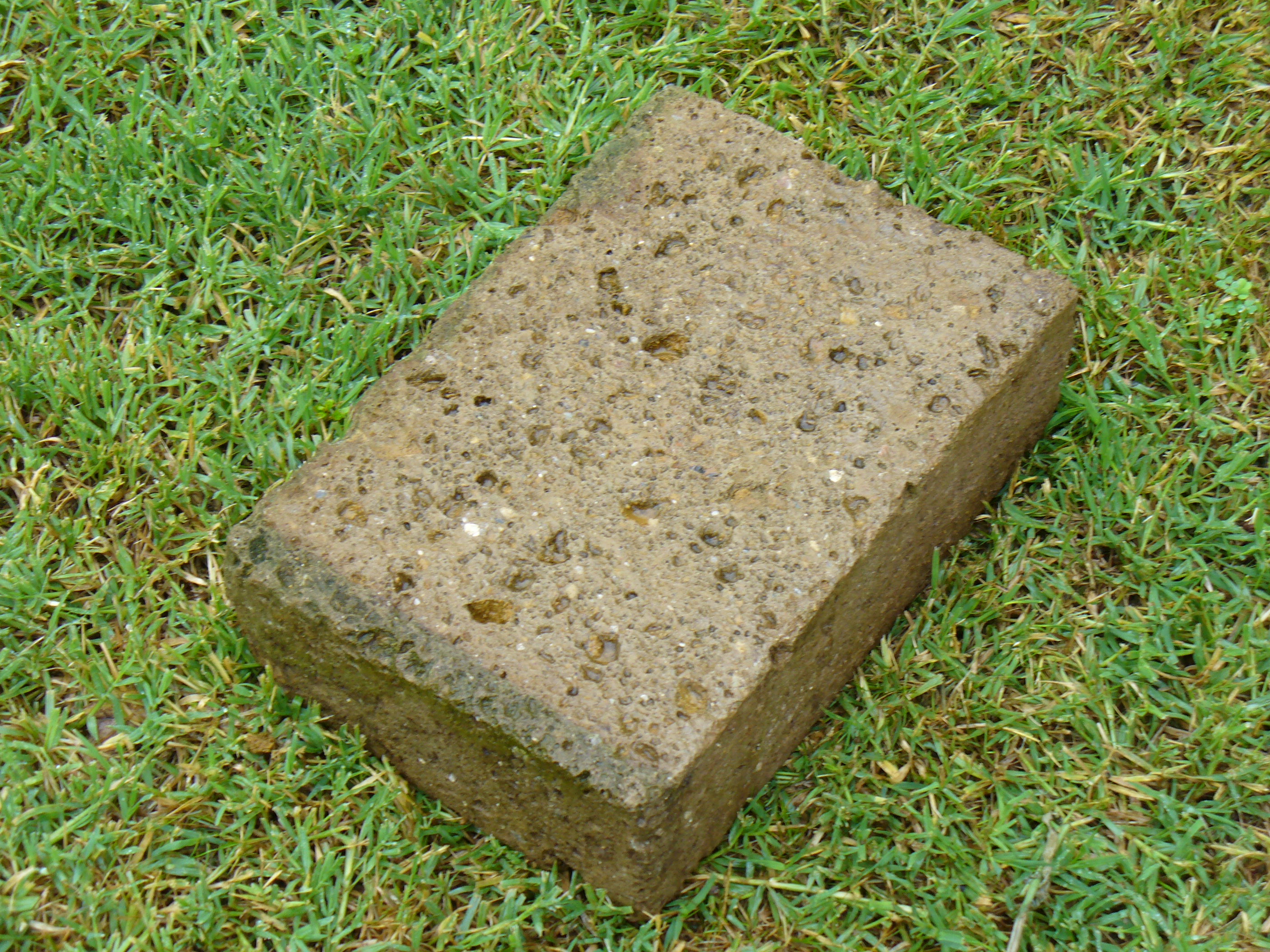
Blocchetto da costruzione di tufo di Riano

Il tufo, abbondantissimo nei distretti vulcanici del Lazio, cominciò ad essere usato come materiale da costruzione sin dal VII secolo a.C., dai prisci Romani, dagli altri Latini e dagli Etruschi, perché è una roccia piuttosto resistente ma leggera e lavorabile. In epoca romana veniva usato anche come base per ottenere malte idrauliche. È stato usato pure per costruzioni più recenti come le città di fondazione nel Pontino.
I tufi del Lazio sono principalmente il frutto dell'azione del Vulcano Sabatino nel periodo che va all'incirca fra 600 000 e 300 000 anni fa. A seconda della zona ove si sono depositati i piroclasti si classificano vari tipi di tufo.
- Tufo stratificato di La Storta lapilloso ed a tratti pomiceo;
- Tufo stratificato varicolore di Sacrofano più o meno semilitoide (peperino), e tufo giallo di Sacrofano;
- Tufo di Castelnuovo scoriaceo e con elementi pomicei, di colore grigio;
- Trachite di Morlupo deposito lavico bolloso grigio, di limitata ampiezza e spessore;
- Tufo giallo della via Tiberina coriaceo e con leucite, ricco in zeoliti (cabasite e phillipsite) derivate dalla trasformazione del vetro;
- Tufo di Riano grigio chiaro, compatto;
- Tufo di Civita Castellana tufo etrusco;
- Tufo di Gallese rosso, a scorie nere.

Degni di nota anche i tufi prodotti dalle eruzioni dei Colli Albani (Vulcano Laziale) fra 600 000 e 36 000 anni fa:
- Tufo lionato, utilizzato sin dal III sec. a.C. dai Romani;
- Tufo di Villa Senni;
- Tufo di Albano Laziale;
- Tufo grigio del Palatino o cappellaccio.[1]

## Rocce calcaree ed arenarie
Anche i calcari formati da sedimenti precipitati grazie all'azione dell'acqua formano rocce chiamate tufi, che generalmente includono tracce di vegetali o di conchiglie fossilizzate.
Si tratta perciò di rocce arenarie e sono ampiamente utilizzate nell'edilizia: ad esempio in Sicilia nella zona del Trapanese, comprese le famose cave sull'isola di Favignana, oppure in Puglia, 
specialmente nelle numerose cave del tarantino situate tra Lizzano e Fragagnano da cui vengono estratte calcareniti di colore bianco (chiamate appunto "tufo") ed altre di colore più ambrato e di consistenza più dura (chiamate "carparo") e che attualmente sono ampiamente usati nelle costruzioni edili in tutta la regione. Sempre in Puglia, una forma a grana più fina e pregiata è denominata pietra leccese e viene usata in sostituzione del marmo in campo artistico; in Francia, per usi analoghi, è usato il tuffeau.
In questo contesto edilizio viene chiamato tufo la roccia arenaria di colore bianco, mentre invece viene utilizzato il termine carparo per quella di colore più ambrato.
Un tipo particolarmente pregiato di questa roccia arenaria è il cosiddetto tufo svardato, utilizzato in particolare negli scavi dei Sassi di Matera e nei rioni antichi della città di Matera. Le caratteristiche sono la sua grana molto fina, la particolare resistenza ed il colore leggermente verdognolo, legato alla presenza di muffe sulla superficie esterna.